# Localizzazione (algebra)
Nella teoria degli anelli, la localizzazione è un metodo per aggiungere ad un anello (in genere commutativo) gli inversi moltiplicativi di alcuni elementi dell'anello. È una generalizzazione del concetto di campo dei quozienti e può essere applicato ad anelli che non sono necessariamente domini d'integrità; può anche essere generalizzato a coprire il caso dei moduli su un anello.
La localizzazione di un anello rispetto ad un suo sottoinsieme {\displaystyle S} è indicata con {\displaystyle S^{-1}A} o {\displaystyle A_{S}}.
La localizzazione di un anello deve il suo nome alla geometria algebrica, dove localizzando l'anello delle funzioni di una varietà algebrica si può studiare il comportamento della varietà in un intorno (di Zariski) di un punto o di una sottovarietà.

## Definizione
Sia {\displaystyle A} un anello commutativo. Una parte moltiplicativa di {\displaystyle A} è un suo sottoinsieme {\displaystyle S} tale che il prodotto di due suoi elementi è ancora in {\displaystyle S}; inoltre {\displaystyle S} è saturata se ogni elemento che divide un qualsiasi elemento di {\displaystyle S} è ancora in {\displaystyle S}. In particolare, se l'anello è unitario, {\displaystyle 1} è contenuto in ogni parte moltiplicativa saturata. Ogni parte moltiplicativa ha una sua saturazione, costituita dall'insieme degli elementi di {\displaystyle A} che dividono qualche elemento di {\displaystyle S}. Le parti moltiplicative saturate possono essere caratterizzate in termini di ideali primi: un insieme {\displaystyle T} è una parte moltiplicativa saturata se e solo se {\displaystyle T=A\setminus \bigcup _{\lambda \in \Lambda }P_{\lambda }}, dove ogni {\displaystyle P_{\lambda }} è un ideale primo.
Se {\displaystyle S} è una parte moltiplicativa, nell'insieme {\displaystyle A\times S} si considera la seguente relazione d'equivalenza: {\displaystyle (a,s)\sim (b,t)} se e solo se esiste {\displaystyle u\in S} tale che {\displaystyle uat=usb}. (La presenza di {\displaystyle u} è necessaria per rendere la relazione transitiva; se {\displaystyle A} è un dominio d'integrità e {\displaystyle 0\notin S}, {\displaystyle (a,s)\sim (b,t)} se e solo se {\displaystyle at=sb}, cioè se e solo se {\displaystyle {\frac {a}{s}}={\frac {b}{t}}}.)
La localizzazione {\displaystyle S^{-1}A} è l'insieme quoziente di {\displaystyle A\times S} rispetto alla classe di equivalenza; la somma e il prodotto sono definiti come se le coppie fossero frazioni, ovvero
{\displaystyle (a,s)+(b,t)=(at+bs,st),}
{\displaystyle (a,s)\cdot (b,t)=(ab,st).}
Se {\displaystyle S} è una parte moltiplicativa, e {\displaystyle T} è la sua saturazione, allora le localizzazioni coincidono, nel senso che c'è un isomorfismo naturale tra {\displaystyle S^{-1}A} e {\displaystyle T^{-1}A}; di conseguenza, si può sempre supporre che la parte moltiplicativa utilizzata sia saturata.
Esiste sempre un omomorfismo {\displaystyle f:A\longrightarrow S^{-1}A}, che associa ad un elemento {\displaystyle a\in A} la (classe della) coppia {\displaystyle (a,1)}. Questo omomorfismo è universale nel seguente senso: se {\displaystyle g:A\longrightarrow B} è un omomorfismo tale che {\displaystyle g(s)} è un'unità per ogni {\displaystyle s\in S}, allora esiste un omomorfismo {\displaystyle G:S^{-1}A\longrightarrow B} tale che {\displaystyle g=G\circ f}. Questo omomorfismo non è sempre iniettivo: questo avviene se e solo se {\displaystyle S} non contiene divisori dello zero.
Si ha un concetto di localizzazione anche nel caso non commutativo. Tuttavia non è sempre possibile effettuarla: una condizione sufficiente è che la parte moltiplicativa soddisfi la condizione di Ore (a destra), ovvero che per ogni coppia di elementi {\displaystyle a,b} (non nulli) gli ideali destri {\displaystyle aA} e {\displaystyle bA} abbiano intersezione più grande che il solo elemento {\displaystyle 0}. In tal caso si può costruire un anello, chiamato localizzazione destra di {\displaystyle A}; considerando gli ideali sinistri anziché destri si ottiene la condizione di Ore a sinistra, e la costruzione è detta localizzazione sinistra.
La stessa costruzione può essere ripetuta considerando un {\displaystyle A}-modulo {\displaystyle M}, una parte moltiplicativa {\displaystyle S} di {\displaystyle A} e definendo la relazione di equivalenza su {\displaystyle M\times S}: in tal caso, il modulo risultante (indicato, analogamente, con {\displaystyle S^{-1}M}) risulta non solo un {\displaystyle A}-modulo, ma anche un {\displaystyle S^{-1}A}-modulo. Equivalentemente, il modulo {\displaystyle S^{-1}M} può essere definito come il prodotto tensoriale {\displaystyle M\otimes _{A}S^{-1}A}; questa definizione è utile per trattare con successioni esatte di moduli, in quanto permette di dimostrare che la localizzazione è un funtore esatto.

## Esempi e casi particolari
Due casi particolari sono abbastanza frequenti da meritare una propria notazione. Il primo è quando {\displaystyle S} è il complementare di un ideale primo {\displaystyle P}: in tal caso {\displaystyle S^{-1}A} viene indicato con {\displaystyle A_{P}}, ed è un anello locale. Il secondo è quando {\displaystyle S} è l'insieme delle potenze di un elemento {\displaystyle x\in A}: in tal caso la localizzazione è indicata con {\displaystyle A_{x}} (è da notare che, in generale, questa parte moltiplicativa non è saturata).
Se {\displaystyle A} è un dominio d'integrità, l'insieme di tutti gli elementi non nulli è una parte moltiplicativa: in tal caso, la localizzazione coincide con il campo dei quozienti di {\displaystyle A.} Se {\displaystyle A} non è integro, l'insieme {\displaystyle A\setminus \{0\}} non è una parte moltiplicativa; tuttavia, l'insieme degli elementi che non sono divisori dello zero lo è, ed è anche saturata. (Questo dimostra, tra l'altro, che l'insieme dei divisori dello zero è unione di ideali primi.) In questo caso, la localizzazione prende il nome di anello totale dei quozienti di {\displaystyle A}, ed è la più grande localizzazione tale che l'omomorfismo canonico è iniettivo.
La localizzazione {\displaystyle S^{-1}A} è l'anello nullo se e solo se {\displaystyle 0\in S.}

## Corrispondenza di ideali
Ogni ideale di {\displaystyle A} può essere esteso ad un ideale di {\displaystyle S^{-1}A}, denotato a volte con {\displaystyle S^{-1}I}: esso è formato dagli elementi nella forma {\displaystyle (i,s)} per un {\displaystyle i\in I}, ed è il più piccolo ideale di {\displaystyle S^{-1}A} che contiene l'insieme {\displaystyle f(I)} (dove {\displaystyle f:A\longrightarrow S^{-1}A} è l'omomorfismo canonico). In particolare, {\displaystyle S^{-1}I=S^{-1}A} se e solo se {\displaystyle I} interseca {\displaystyle S} (supponendo che {\displaystyle S} sia saturata).
Tutti gli ideali della localizzazione sono estensioni di ideali di {\displaystyle A}; tuttavia, anche riducendosi agli ideali disgiunti da {\displaystyle S}, non tutti gli ideali di {\displaystyle A} sono controimmagini (a volte contrazione) di ideali di {\displaystyle S^{-1}A}.
Tuttavia, gli ideali primi e gli ideali primari disgiunti da {\displaystyle S} sono sempre la contrazione della loro estensione in {\displaystyle S^{-1}A}; in particolare, esiste una corrispondenza biunivoca tra gli ideali primi di {\displaystyle S^{-1}A} e gli ideali primi di {\displaystyle A} disgiunti da {\displaystyle S}. Se {\displaystyle S=A\setminus P} (dove {\displaystyle P} è un ideale primo), {\displaystyle S^{-1}A=A_{P}} diventa un anello locale con ideale massimale {\displaystyle S^{-1}P} (indicato anche come {\displaystyle PA_{P}} o, più raramente, come {\displaystyle P_{P}}).

## Proprietà
Le localizzazioni di un anello spesso ereditano alcune proprietà dell'anello di partenza: questo avviene, ad esempio, per l'essere integri, l'essere noetheriani o l'essere integralmente chiusi. Allo stesso modo, se {\displaystyle A\subseteq B} è un'estensione intera di anelli, e {\displaystyle S} è una parte moltiplicativa di {\displaystyle A}, allora anche l'estensione {\displaystyle S^{-1}A\subseteq S^{-1}B} è intera.
A volte è possibile compiere il percorso inverso, cioè stabilire se una data proprietà è valida per {\displaystyle A} esaminando le localizzazioni; quando una proprietà vale per {\displaystyle A} se e solo se vale per tutte le sue localizzazioni è detta locale. Un esempio tipico di proprietà locale è l'essere integralmente chiusi; tuttavia, né l'essere integri né la noetherianità sono proprietà locali.
In alcuni casi, una definizione può essere data per anelli locali e poi essere estesa ad anelli arbitrari considerando le localizzazioni: ad esempio, a partire dalla definizione di anello regolare locale, si passa poi a quella di anello regolare richiedendo che l'anello {\displaystyle A_{M}} sia regolare locale per ogni ideale massimale {\displaystyle M}. Generalmente si ha poi che ogni localizzazione {\displaystyle S^{-1}A} possiede la stessa proprietà.
Le proprietà locali sono particolarmente utili nello studio dei moduli, in quanto la teoria dei moduli su anelli locali è generalmente più semplice che quella su anelli arbitrari. Esempi di proprietà locali sono l'essere il modulo nullo, l'iniettività o la suriettività di un omomorfismo e la piattezza, mentre l'essere un modulo libero non è una proprietà locale.